# 土庄町
土庄町（とのしょうちょう）は、香川県小豆郡に属する町。小豆島町に隣接する。ギネス世界記録に認定された世界で最も狭い土渕海峡、特別天然記念物の宝生院のシンパク、手延べそうめん、豊島石などで知られている。

## 地理

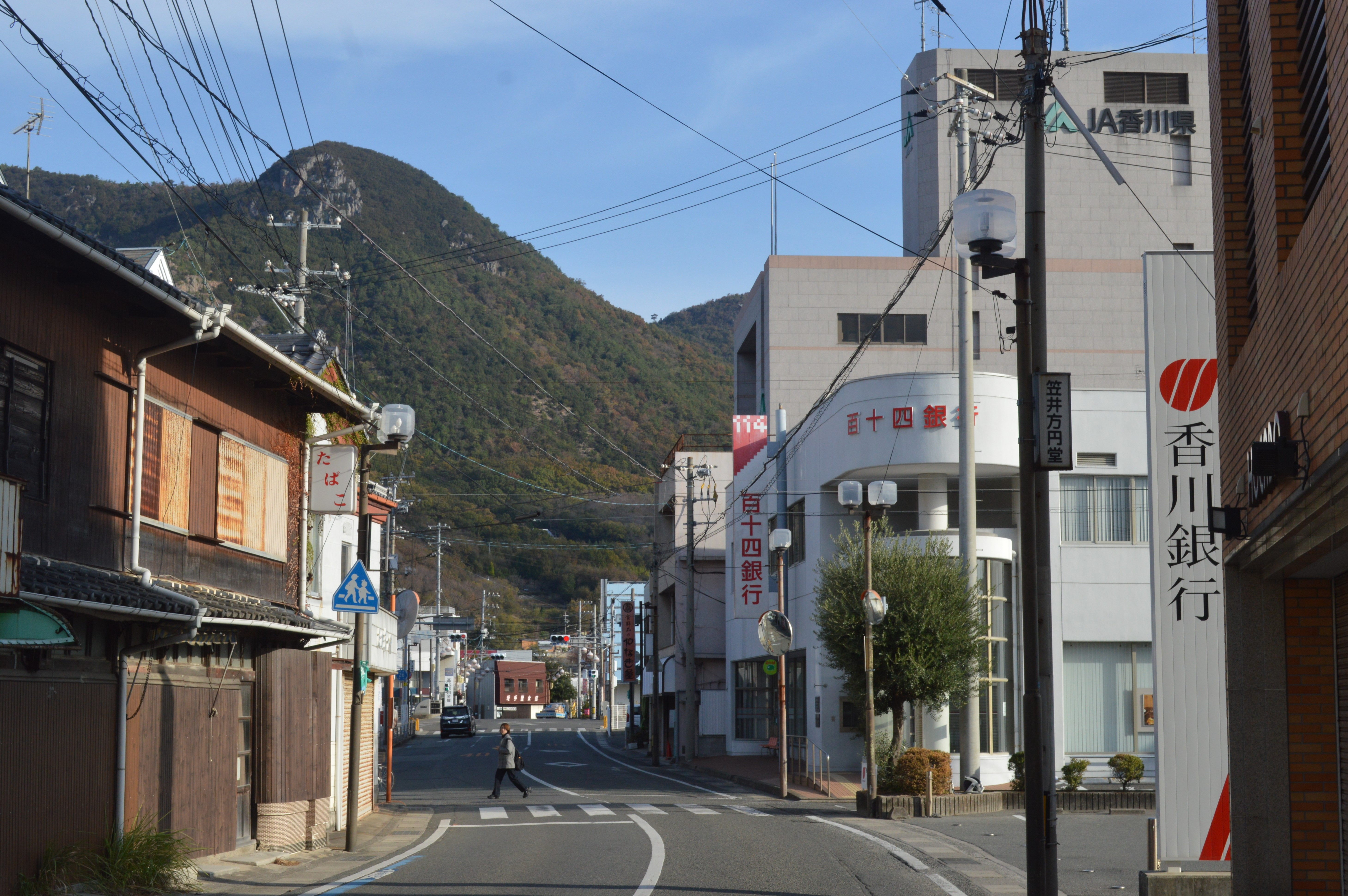
土庄市街地

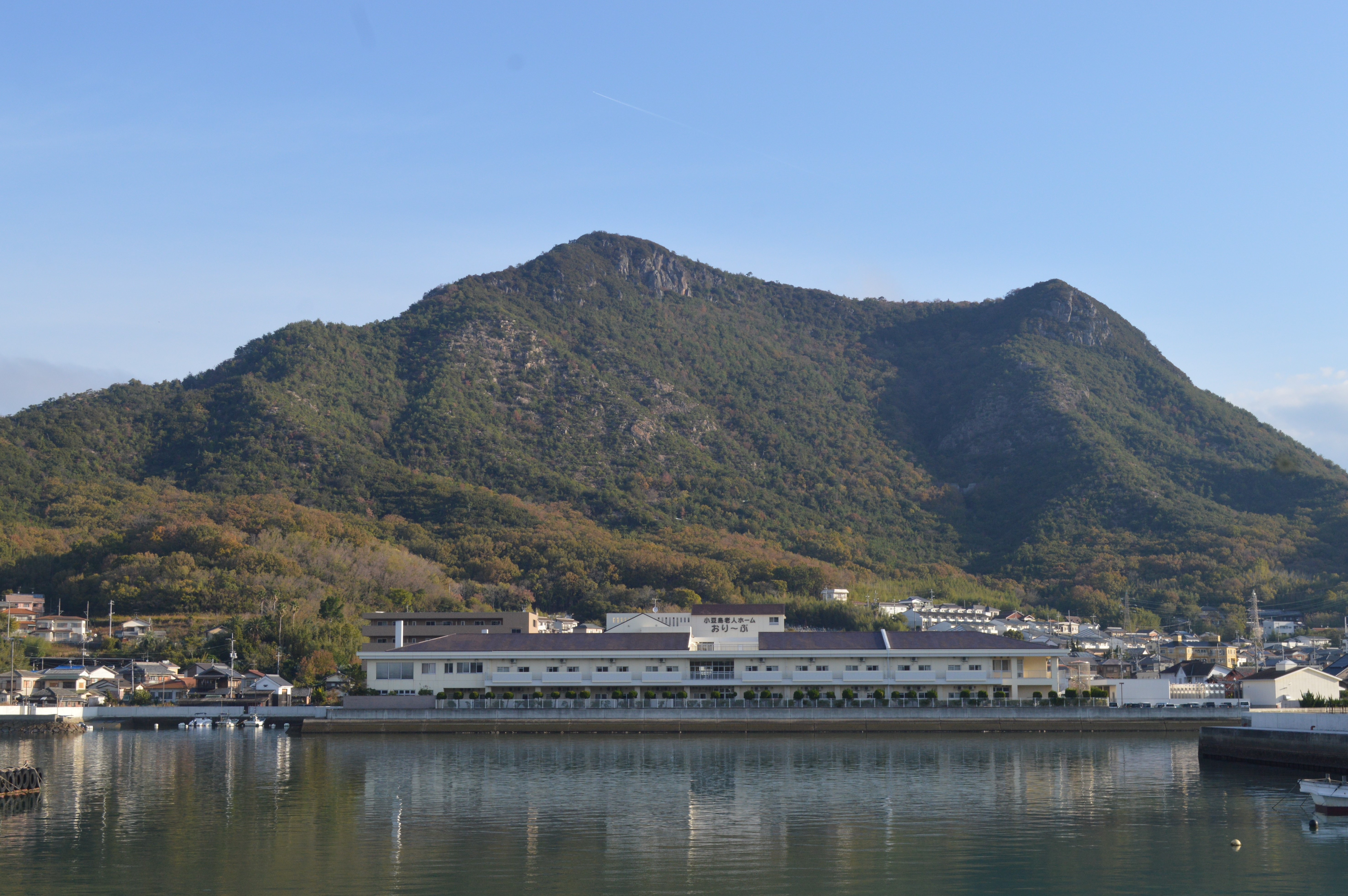
皇踏山

瀬戸内海上に浮かぶ小豆島の北西部分と、隣の豊島などの島をあわせて構成されている。電力の送電は、岡山県（中国電力ネットワーク）から行われている。

### 地形
山岳
- 皇踏山
- 神懸山
- 大麻山
- 檀山
- 大深山
- 高壺山
- 高見山
- 虻山

湖沼
- 蛙子池
- 山田ダム

河川
- 伝法川
- 橘川

島嶼
- 小豆島（本島）
- 豊島 - 有人島。
- 小豊島 - 有人島。
- 沖之島 - 有人島。小柳ルミ子のヒット曲「瀬戸の花嫁」の舞台。
- 大余島 - 字余島は日本郵便から交通困難地に指定されている。土庄町では大字がない地域では小字ごとに郵便番号が割り当てられているが、字余島にはこのことから割当がない。
- 葛島
- 千振島
- 大島
- 小島
- 弁天島
- 小島
- アワラ島（アアラ島）
- 中余島
- 中之島

### 人口
| |                                        |  |
| 土庄町と全国の年齢別人口分布（2005年） | 土庄町の年齢・男女別人口分布（2005年） |  |
| ■紫色 ― 土庄町 ■緑色 ― 日本全国 | ■青色 ― 男性 ■赤色 ― 女性              |  |
| 土庄町（に相当する地域）の人口の推移 \| 1970年（昭和45年） \| 22,037人 \| \| \| 1975年（昭和50年） \| 21,521人 \| \| \| 1980年（昭和55年） \| 21,398人 \| \| \| 1985年（昭和60年） \| 20,752人 \| \| \| 1990年（平成2年） \| 20,191人 \| \| \| 1995年（平成7年） \| 19,074人 \| \| \| 2000年（平成12年） \| 17,711人 \| \| \| 2005年（平成17年） \| 16,411人 \| \| \| 2010年（平成22年） \| 15,123人 \| \| \| 2015年（平成27年） \| 14,002人 \| \| \| 2020年（令和2年） \| 12,846人 \| \| |                                        |  |
| 総務省統計局 国勢調査より |                                        |  |
| 1970年（昭和45年） | 22,037人                               |  |
| 1975年（昭和50年） | 21,521人                               |  |
| 1980年（昭和55年） | 21,398人                               |  |
| 1985年（昭和60年） | 20,752人                               |  |
| 1990年（平成2年） | 20,191人                               |  |
| 1995年（平成7年） | 19,074人                               |  |
| 2000年（平成12年） | 17,711人                               |  |
| 2005年（平成17年） | 16,411人                               |  |
| 2010年（平成22年） | 15,123人                               |  |
| 2015年（平成27年） | 14,002人                               |  |
| 2020年（令和2年） | 12,846人                               |  |

| 大字名   | 総数   | 男    | 女    | 世帯数 | 平均世帯人員 | 地区名 |
| -------- | ------ | ----- | ----- | ------ | ------------ | ------ |
| 土庄※    | 5,106  | 2,377 | 2,729 | 2,188  | 2.33         | 土庄   |
| 渕崎     | 2,833  | 1,281 | 1,552 | 1,147  | 2.47         | 渕崎   |
| 上庄     | 896    | 436   | 460   | 362    | 2.48         | 渕崎   |
| 肥土山   | 673    | 325   | 348   | 254    | 2.65         | 大鐸   |
| 黒岩     | 200    | 94    | 106   | 79     | 2.53         | 大鐸   |
| 小馬越   | 150    | 83    | 67    | 62     | 2.42         | 大鐸   |
| 笠滝     | 77     | 36    | 41    | 28     | 2.75         | 大鐸   |
| 小海     | 405    | 190   | 215   | 153    | 2.65         | 北浦   |
| 見目     | 262    | 121   | 141   | 114    | 2.30         | 北浦   |
| 屋形崎   | 301    | 136   | 165   | 126    | 2.39         | 北浦   |
| 馬越     | 251    | 120   | 131   | 98     | 2.56         | 北浦   |
| 伊喜末   | 623    | 297   | 326   | 234    | 2.66         | 四海   |
| 小江     | 519    | 238   | 281   | 178    | 2.92         | 四海   |
| 長浜     | 422    | 202   | 220   | 171    | 2.47         | 四海   |
| 滝宮     | 158    | 80    | 78    | 64     | 2.47         | 四海   |
| 豊島家浦 | 623    | 282   | 341   | 281    | 2.22         | 豊島   |
| 豊島唐櫃 | 324    | 170   | 154   | 145    | 2.23         | 豊島   |
| 豊島甲生 | 71     | 30    | 41    | 42     | 1.69         | 豊島   |
| 大部     | 956    | 412   | 544   | 444    | 2.15         | 大部   |
| 小部     | 273    | 115   | 158   | 127    | 2.15         | 大部   |
| 合計     | 15,123 | 7,025 | 8,098 | 6,297  | 2.40         |        |

※「土庄」の地域は大字が存在しない地域であるためこれは大字名ではないが、便宜上「土庄」と表示している。

## 歴史
- 1890年（明治23年）2月15日 - 町村制施行に伴い、小豆郡土庄村が発足。
- 1898年（明治31年）2月11日 - 土庄村が町制施行して小豆郡土庄町が発足。
- 1950年（昭和25年）3月15日 - 昭和天皇が土庄港に到着（昭和天皇の戦後巡幸）。港前の広場に土庄町奉迎場を設けて昭和天皇を迎えた[2]。
- 1955年（昭和30年）4月1日 - 小豆郡土庄町・北浦村・四海村・豊島村・大鐸村・淵崎村が新設合併、新たに土庄町が発足。
- 1957年（昭和32年）7月1日 - 土庄町が小豆郡大部村を編入。
- 1963年（昭和38年）1月1日 - 町章を制定する[3]。
- 1990年（平成2年） - 豊島での産業廃棄物不法投棄問題が発覚。1975年から16年間、悪質な業者によって不法投棄・野焼きなどが行われていた。
- 2022年（令和4年）6月1日 - 架橋工事を巡り、最低制限価格を業者に漏らしたなどとして、三枝邦彦前町長に懲役2年執行猶予4年の判決[4]。
- 2023年（令和6年）10月27日 - アアラ島（無人島）で山火事[5]。

## 行政

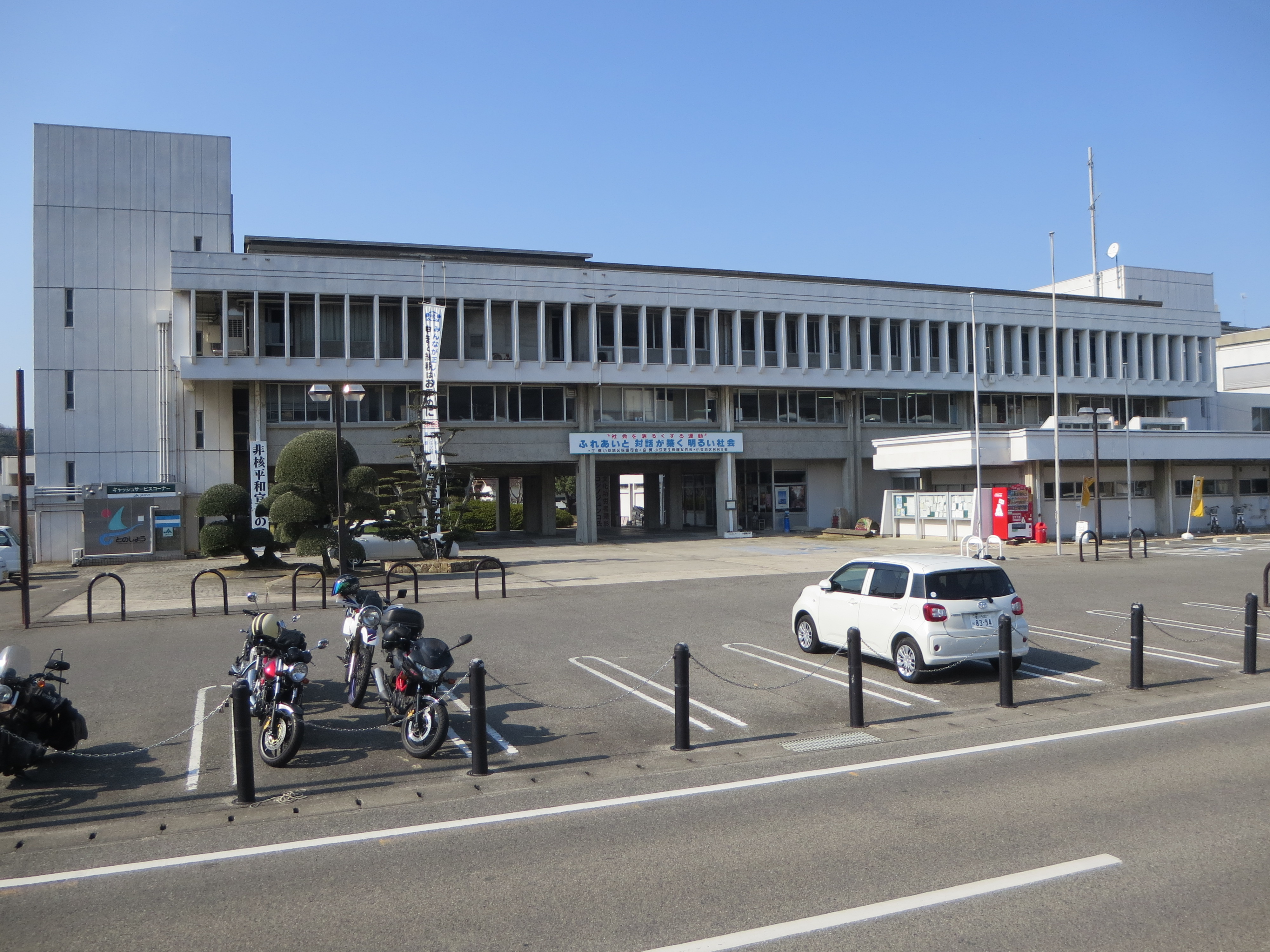
土庄町役場の旧庁舎

### 町長
- 岡野能之[6]（2022年1月22日就任）

### 姉妹都市・提携都市

#### 日本国内
- 津山市（岡山県）
  - 1985年（昭和60年）4月7日 - 歴史友好都市提携[7]

江戸時代後期の天保8年（1837年）以後廃藩置県まで、土庄など6か村が津山藩領であった縁。
- 南砺市（富山県）
  - 1995年（平成7年）7月1日 - 旧井波町と友好都市提携[7]

1990年（平成2年）に始まった児童交流の縁から。
- 浪速区（大阪府大阪市）
  - 2007年（平成19年）7月28日 - ふれあい交流調印[7][8]

大坂城築城に土庄から運ばれた石が使われた歴史がある。土庄町が大坂城に使用されなかった残石（いわゆる「残念石」）を浪速区に寄贈し、2007年に浪速区が「坪庭整備事業」を行った際に用いられた（この「残念石」の坪庭は新世界の通天閣下にある）。浪速区での「なにわの日」の制定を契機に、「ふれあい交流」提携を締結。
- 雲仙市（長崎県）
  - 2017年（平成29年）7月28日 - 友好交流協定提携[7]

島原の乱後、荒廃した島原半島に小豆島から多くの移住者があった縁。島原半島南西部の旧串山村（現在の雲仙市南串山町）には小豆島から人々が移住した。

#### 日本国外
- ミロス島（ギリシャ）
  - 1989年（平成元年）10月8日 - 小豆島とミロス島が姉妹島提携[11][12]。

観光施設「太陽の丘ピースパーク」（小豆島町安田。1973年開園、2004年以後休業状態）の「平和の鐘」の絵葉書を見たギリシャのウミガメ保護活動家リリー・E・ベニセロス（地中海海亀協会メンバー）が、鐘楼の頂塔（オリーブの花をあしらったもの）がウミガメに似ていることに愛着を感じ、1988年に香川県知事を通じて小豆島と地中海の島との姉妹島提携を提起、当時の小豆郡3町（土庄町・池田町・内海町）の町長・議会も提案を受け入れ。ギリシャ側の提携先としてミロス島が選ばれる。1989年6月、3町議会および広域行政議会において「ミロス島との姉妹島提携」を議決し、10月にミロス島代表団を小豆島に迎えて提携議定書調印式が行われた。なお、提携当時はミロス島側にも2市町（ミロス市・アダマンタス町 (Adamantas) ）があったが、合併により現在はミロス市1市になっている。交流基盤として1990年に小豆島国際友好協会が設立され、子供のホームステイなどの事業が行われている。

#### その他の交流協定
- 大坂城残石記念公園と愛宕公園（青森県野辺地町）[7]
  - 2010年（平成22年）10月10日 - 「友好公園」協定締結[7]

野辺地町立愛宕（あたご）公園に、土庄町小海産の花崗岩（大坂城築城にも用いられ、土庄には「残石」として残されている石）が使用されている縁。

## 議会

### 町議会
- 定数：12人[13]
- 任期：2019年5月12日 - 2023年5月11日

### 県議会
- 選挙区：小豆郡選挙区
- 定数：2人
- 投票日：2023年4月9日
- 当日有権者数：23,035人
- 投票率：59.47％

| 候補者名 | 当落 | 年齢 | 党派名     | 新旧別 | 得票数  |
| -------- | ---- | ---- | ---------- | ------ | ------- |
| 谷久浩一 | 当   | 55   | 自由民主党 | 現     | 5,616票 |
| 小泉敦   | 当   | 40   | 無所属     | 新     | 4,859票 |
| 黒島啓   | 落   | 81   | 自由民主党 | 現     | 3,060票 |

### 衆議院
- 選挙区：香川1区（高松市の一部、小豆郡、香川郡）
- 任期：2021年10月31日 - 2025年10月30日
- 当日有権者数：313,296人
- 投票率：57.52％

| 当落 | 候補者名 | 年齢 | 所属党派     | 新旧別 | 得票数   | 重複 |
| ---- | -------- | ---- | ------------ | ------ | -------- | ---- |
| 当   | 小川淳也 | 50   | 立憲民主党   | 前     | 90,267票 | ○    |
| 比当 | 平井卓也 | 63   | 自由民主党   | 前     | 70,827票 | ○    |
|      | 町川順子 | 62   | 日本維新の会 | 新     | 15,888票 | ○    |

## 産業
特産品
- 手延べそうめん
- オリーブ加工品
- ごま油

## 教育

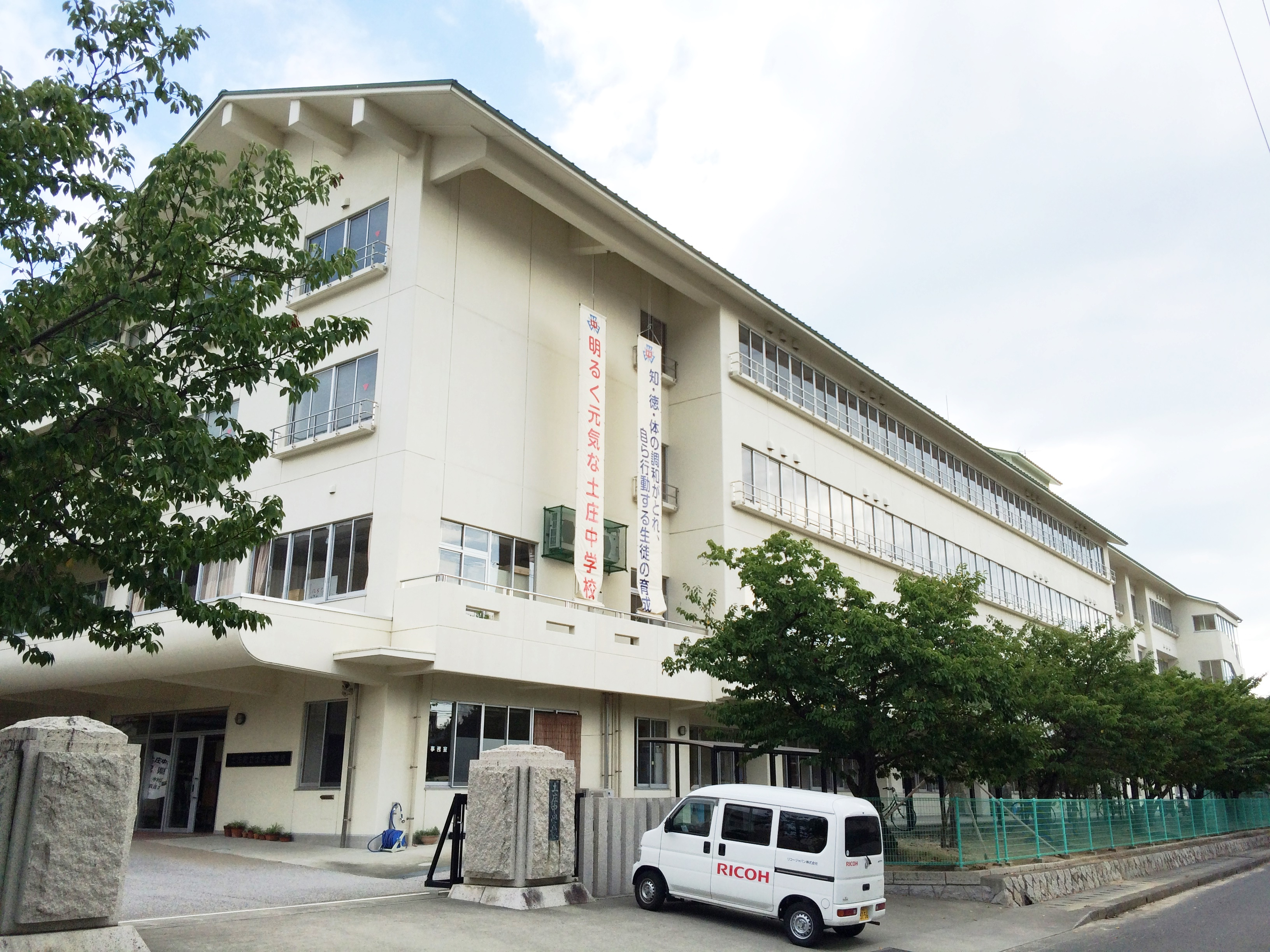
土庄町立土庄中学校

土庄町に高校や大学は存在しない。

### 幼稚園
- 土庄町立土庄子供園
- 土庄町立大鐸幼児園
- 土庄町立大部幼児園
- 土庄町立北浦幼児園
- 土庄町立四海子供園

### 小学校
- 土庄町立土庄小学校
- 土庄町立豊島小学校

### 中学校
- 土庄町立土庄中学校
- 土庄町立豊島中学校

## 施設

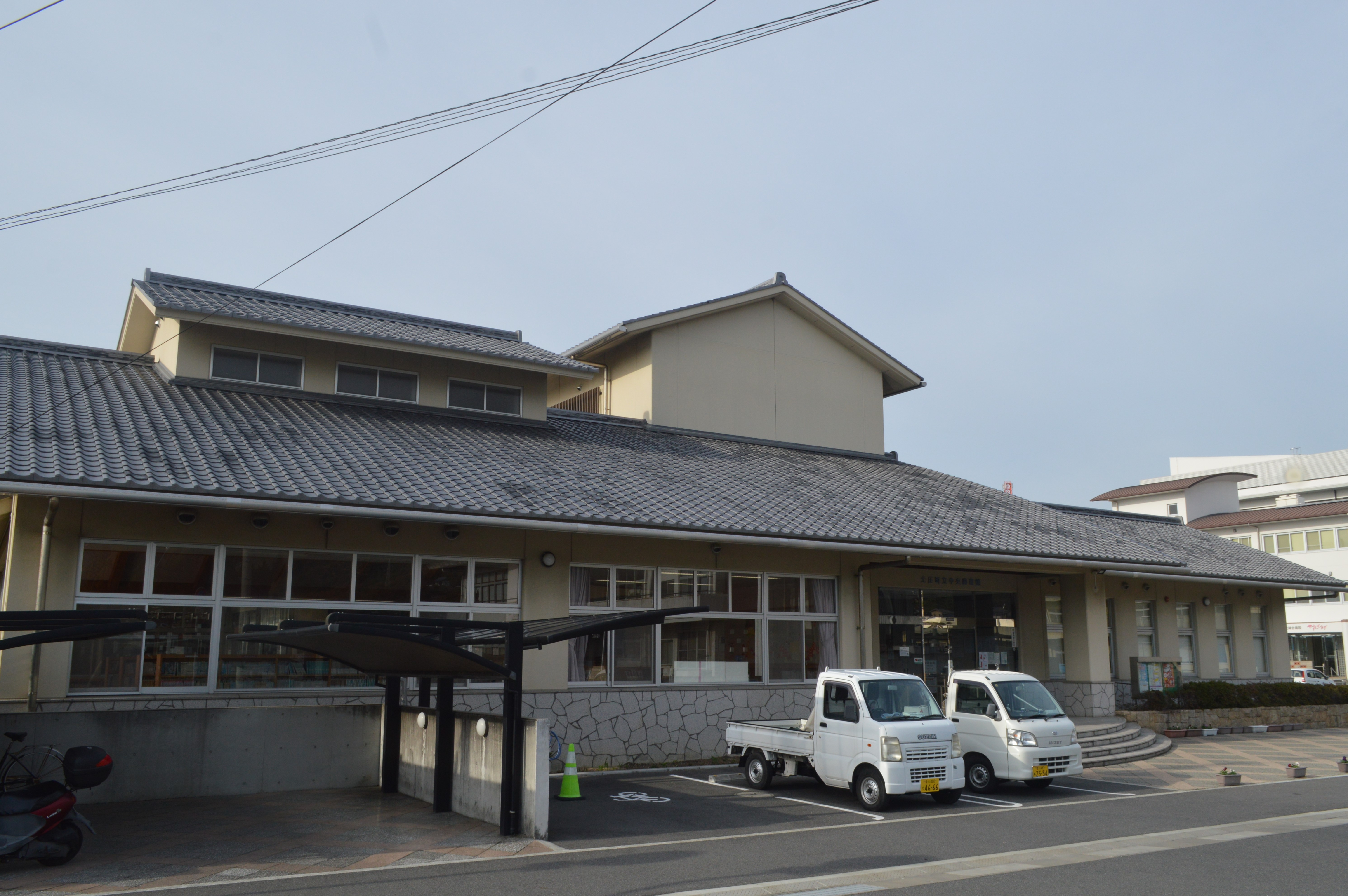
土庄町立中央図書館

- 土庄町役場
- 土庄町立中央図書館
- 小豆警察署土庄交番
- 小豆地区消防本部・小豆島西消防署
- 高松国税局土庄税務署
- 土庄簡易裁判所

## 交通

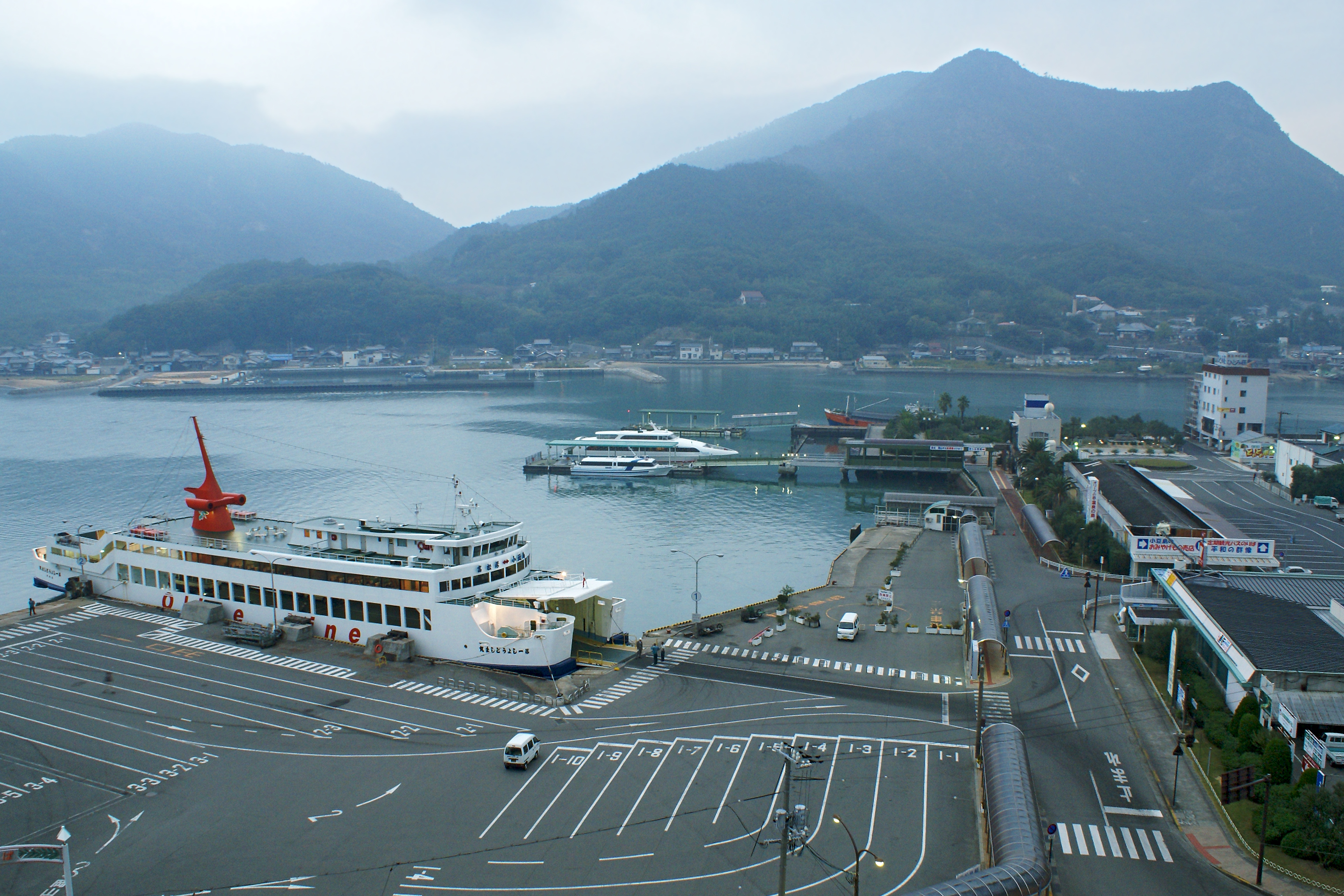
土庄港

### 船舶

#### 港湾
- 土庄港
- 土庄東港
- 北浦港
- 大部港

豊島
- 家浦港
- 唐櫃港

#### 海上航路
県都である高松市と本州側では岡山県の岡山市と玉野市を結ぶフェリー航路が発着する。
- 土庄港〜高松港　四国フェリーがしょうどしま丸とスーパーマリンを運航
- 土庄港〜新岡山港　国際両備フェリーと四国フェリーが共同で運航
- 土庄港〜唐櫃港〜家浦港(豊島)〜宇野港　小豆島豊島フェリーがフェリーと旅客船を運航

### バス
- 小豆島オリーブバスによる路線バスがあり、土庄港のターミナルを起点とした計7路線が運行している。

坂手線、南廻り福田線（池田港・草壁港を経て福田港）、田ノ浦映画村線、四海線、西浦線、北廻り福田線（大部を経て福田港）、中山線
- 豊島シャトルバス - 土庄町が豊島内で運行するコミュニティバス。詳細は当該記事を参照。
- そのほか、土庄町に本社を置くタクシー・貸切バス事業者の小豆島交通株式会社が、小豆島内の観光名所を巡る定期観光バス「島めぐり観光バス」を運行している[14]。

### 道路
高速道路
- 町内を走る高速道路：なし

一般国道
- 町内を走る一般国道：国道436号

県道
- 主要地方道
  - 香川県道26号土庄福田線
  - 香川県道27号土庄神懸線（小豆島スカイライン）
  - 香川県道29号寒霞渓公園線（寒霞渓ブルーライン、寒霞渓道路）
  - 香川県道31号嶮岨山線
- 一般県道
  - 香川県道252号上庄池田線
  - 香川県道253号屋形崎小江渕崎線
  - 香川県道254号本町小瀬土庄港線
  - 香川県道255号豊島循環線

## メディア

### 新聞
- 四国新聞小豆島支局

### 放送
ケーブルテレビ
- なし

地上波テレビ放送
- 中心部周辺では土庄中継局、沿岸部のうち高松側に面した地区では高松局（前田山）、岡山側に面した地区では岡山局（金甲山）を受信する。
- 岡山側に面した沿岸部で受信される岡山局は県外に位置しているが、民放は香川・岡山とも同じ電波を共有しているため香川県内と同様の放送が視聴できる。しかしNHKテレビは両県で別の放送を行う県域放送であり、岡山県に位置する岡山局を受信すると地元局であるNHK高松ではなくNHK岡山を視聴することになるため、県域ニュース等エリア番組が香川県及び四国地方のものでなく、岡山県及び中国地方のものとなってしまう。そのため土庄町内には岡山局受信地区においてNHK高松を補完するための中継局が8ヶ所（以下の表のうち岡山局以下の全局）存在し、アナログ放送ではそれらを岡山局と併せて受信する。しかし、岡山局のみにしかアンテナを向けていない世帯も数多くあり、それらの世帯では地元のNHKテレビが視聴できない。ただし、それらの世帯でも前述のNHK高松用の中継局が近くにある場合は不鮮明ながらもNHK高松が視聴できる場合がある。教育テレビが電波を出していない場所もあるが、教育テレビは全国放送であるため香川・岡山どちらのNHKを受信しても同様の放送が視聴できる。
- デジタル放送では岡山局からもNHK高松の電波が出ているため（北讃岐中継局）アナログ放送と違い岡山局1本を受信するだけで対応できる。そのためそれらNHK高松補完用の中継局はアナログ放送停波と同時に廃止される。
- 偏波面が「垂直」となっているものについては、アンテナを通常の「水平」の場合から横に90度回転させることにより、大地に対して素子を垂直に立てる。

| 局名                 | 局名                 | NHK高松  | NHK高松  | NHK岡山 | NHK岡山 | RNC  | KSB  | RSK  | OHK  | TSC  | 出力              | 偏波面 | 送信場所 |
| 局名                 | 局名                 | 総合     | 教育     | 総合    | 教育    | RNC  | KSB  | RSK  | OHK  | TSC  | 出力              | 偏波面 | 送信場所 |
| デジタルリモコン番号 | デジタルリモコン番号 | 1ch      | 2ch      | 1ch     | 2ch     | 4ch  | 5ch  | 6ch  | 8ch  | 7ch  | 出力              | 偏波面 | 送信場所 |
| -------------------- | -------------------- | -------- | -------- | ------- | ------- | ---- | ---- | ---- | ---- | ---- | ----------------- | ------ | -------- |
| 土庄                 | デジタル             | 38ch     | 22ch     |         |         | 34ch | 36ch | 43ch | 16ch | 14ch | 1W                | 水平   | 高壺山   |
| 土庄                 | アナログ             | 56ch     | 58ch     |         |         | 47ch |      | 49ch | 51ch | 61ch | 10W TSC 5W        | 水平   | 高壺山   |
| 高松                 | デジタル             | 24ch     | 13ch     |         |         | 15ch | 17ch | 21ch | 27ch | 18ch | NHK 1kW 民放 500W | 水平   | 前田山   |
| 高松                 | アナログ             | 37ch     | 39ch     |         |         | 41ch | 33ch | 29ch | 31ch | 19ch | NHK 10kW 民放 5kW | 水平   | 前田山   |
| 岡山 （北讃岐）      | デジタル             | （24ch） | （13ch） | 32ch    | 45ch    | 20ch | 30ch | 21ch | 27ch | 18ch | 2kW （200W）      | 水平   | 金甲山   |
| 岡山 （北讃岐）      | アナログ             |          |          | 5ch     | 3ch     | 9ch  | 25ch | 11ch | 35ch | 23ch | V 10kW U 20kW     | 水平   | 金甲山   |
| 小豆島四方指         | アナログ             | 53ch     |          |         |         |      |      |      |      |      | 300W              | 水平   | 美しの原 |
| 土庄大部             | アナログ             | 44ch     | 46ch     |         |         |      |      |      |      |      | 1W                | 水平   | 地区南部 |
| 土庄田井             | アナログ             | 55ch     | 53ch     |         |         |      |      |      |      |      | 0.5W              | 垂直   | 地区東部 |
| 土庄小部             | アナログ             | 44ch     | 46ch     |         |         |      |      |      |      |      | 0.5W              | 垂直   | 地区南部 |
| 土庄四海             | アナログ             | 62ch     |          |         |         |      |      |      |      |      | 1W                | 水平   | 地区中部 |
| 豊島                 | アナログ             | 61ch     |          |         |         |      |      |      |      |      | 1W                | 水平   | 島中部   |
| 土庄琴塚             | アナログ             | 37ch     |          |         |         |      |      |      |      |      | 0.5W              | 水平   | 地区北部 |
| 土庄小海             | アナログ             | 46ch     |          |         |         |      |      |      |      |      | 1W                | 垂直   | 地区東部 |

AMラジオ放送
- NHK高松第1：1368kHz（高松局 出力5kW）
- NHK高松第2：1035kHz（高松局 出力1kW）
- 西日本放送ラジオ：1449kHz（高松局 出力5kW）

FMラジオ放送
- NHK高松FM：86.0MHz（高松局 出力1kW）
- FM香川：78.6MHz（高松局 出力1kW）
- 西日本放送ラジオ（ワイドFM）：90.3MHz（高松局 出力1kW）
放送区域の関係上、岡山県方面に電波を出していないため、北部がエリア外となっている[15]。

県外波
- NHK岡山第1：603kHz（岡山局 出力5kW）
- NHK岡山第2：1386kHz（岡山局 出力5kW）
- RSKラジオ：1494kHz（岡山局 出力10kW）
- NHK大阪第1：666kHz（大阪局 出力100kW）
- NHK大阪第2：828kHz（大阪局 出力300kW）
- MBSラジオ：1179kHz（大阪局 出力50kW）
- ラジオ関西：558kHz（淡路局 出力20kW）
- ABCラジオ：1008kHz（大阪局 出力50kW）
- ラジオ大阪：1314kHz（大阪局 出力50kW）

- NHK岡山FM：88.7MHz（岡山局 出力1kW）
- FM岡山：76.8MHz（岡山局 出力1kW）
- RSKラジオ（ワイドFM）：91.4MHz（岡山局 出力700W）

## 通信
土庄町内の市外局番は全域で0879（土庄MA）である。土庄町以外で同じ土庄MAなのは小豆島町で全域が0879、この域内では市内通話が可能である。土庄MAの加入者総数は1万5300回線。
その他、対岸の東かがわ市の全域及びさぬき市の大部分も市外局番が同じであるが、三本松MAのため市外通話扱いとなり市外局番が必要となる。
土庄MA収容局一覧
| 土庄：小豆郡土庄町557番地6 土庄北浦：小豆郡土庄町見目 大部：小豆郡土庄町大部 豊島：小豆郡土庄町豊島家浦 | 池田：小豆郡小豆島町池田 三都：小豆郡小豆島町蒲野 讃岐内海：小豆郡小豆島町安田 讃岐福田：小豆郡小豆島町福田 |

## 名所・旧跡・観光スポット
- 宝生院 - 小豆島霊場第54番札所。

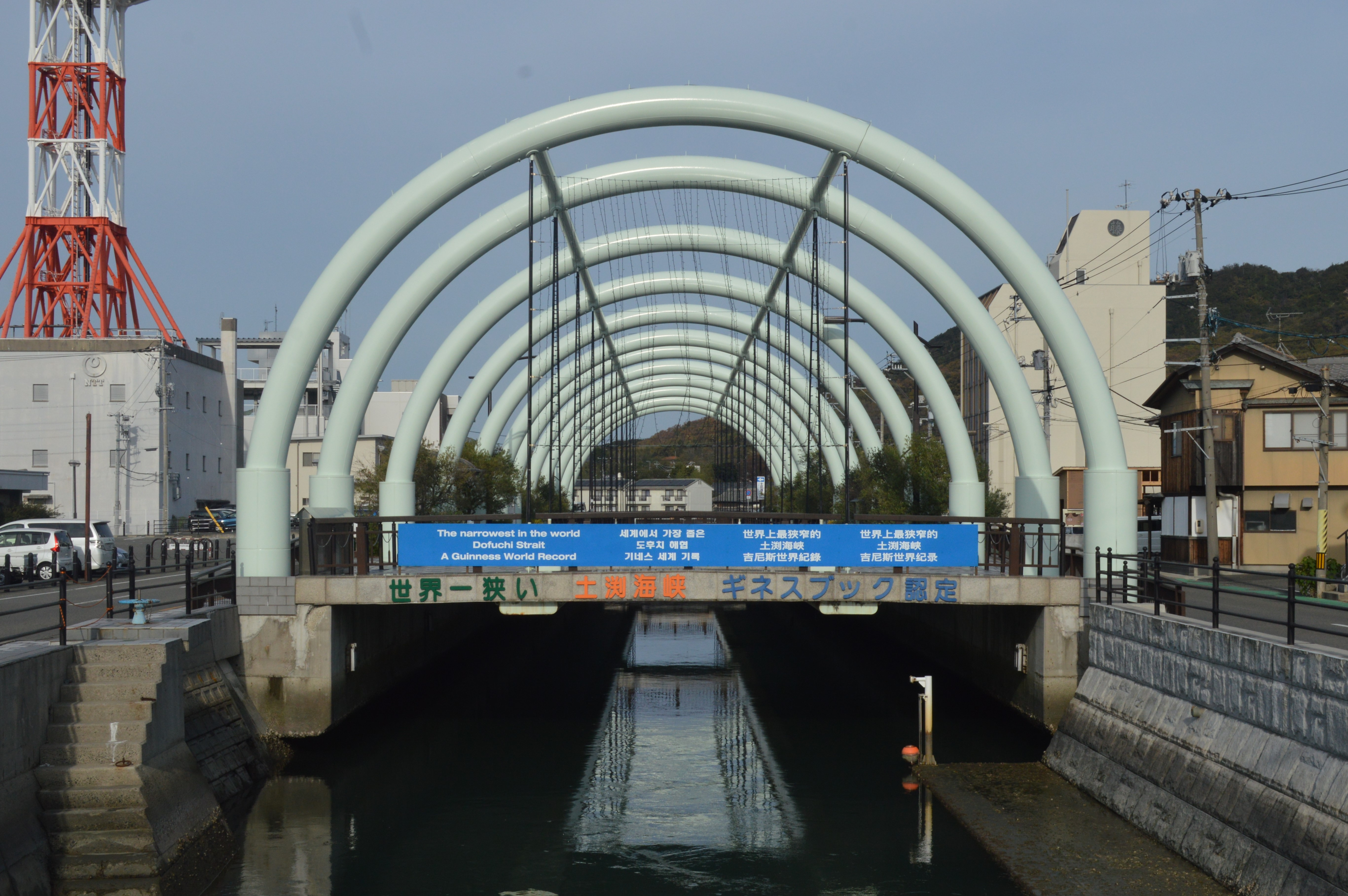
土渕海峡

  - 宝生院のシンパク - 国の特別天然記念物。推定樹齢は1500年以上とされる。
- 西光寺 - 小豆島霊場第58番札所。
- 小豆島大観音（小豆島大観音佛歯寺）
- 小豆島八十八箇所霊場 - 弘法大師空海ゆかりといわれる霊場。
- 銚子渓 - 銚子渓展望台、銚子渓お猿の国、銚子渓自然動物園。
- 平和の群像 - 『二十四の瞳』の先生と生徒達の銅像。
- 小豆島尾崎放哉記念館
- 迷路のまち
- 土渕海峡 - 世界で最も狭い海峡。土庄町役場では土渕海峡の横断証明書を発行している。

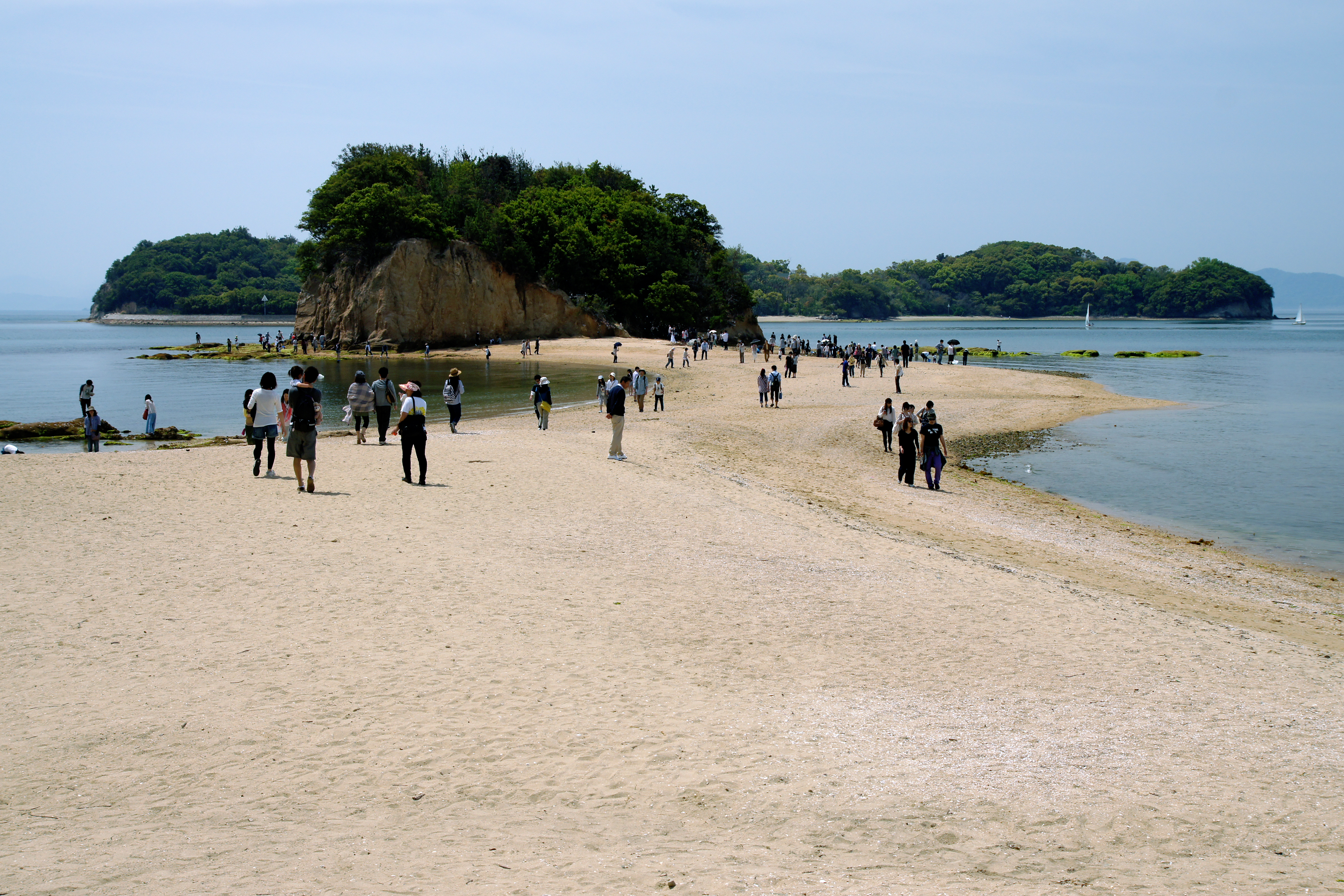
エンジェルロード
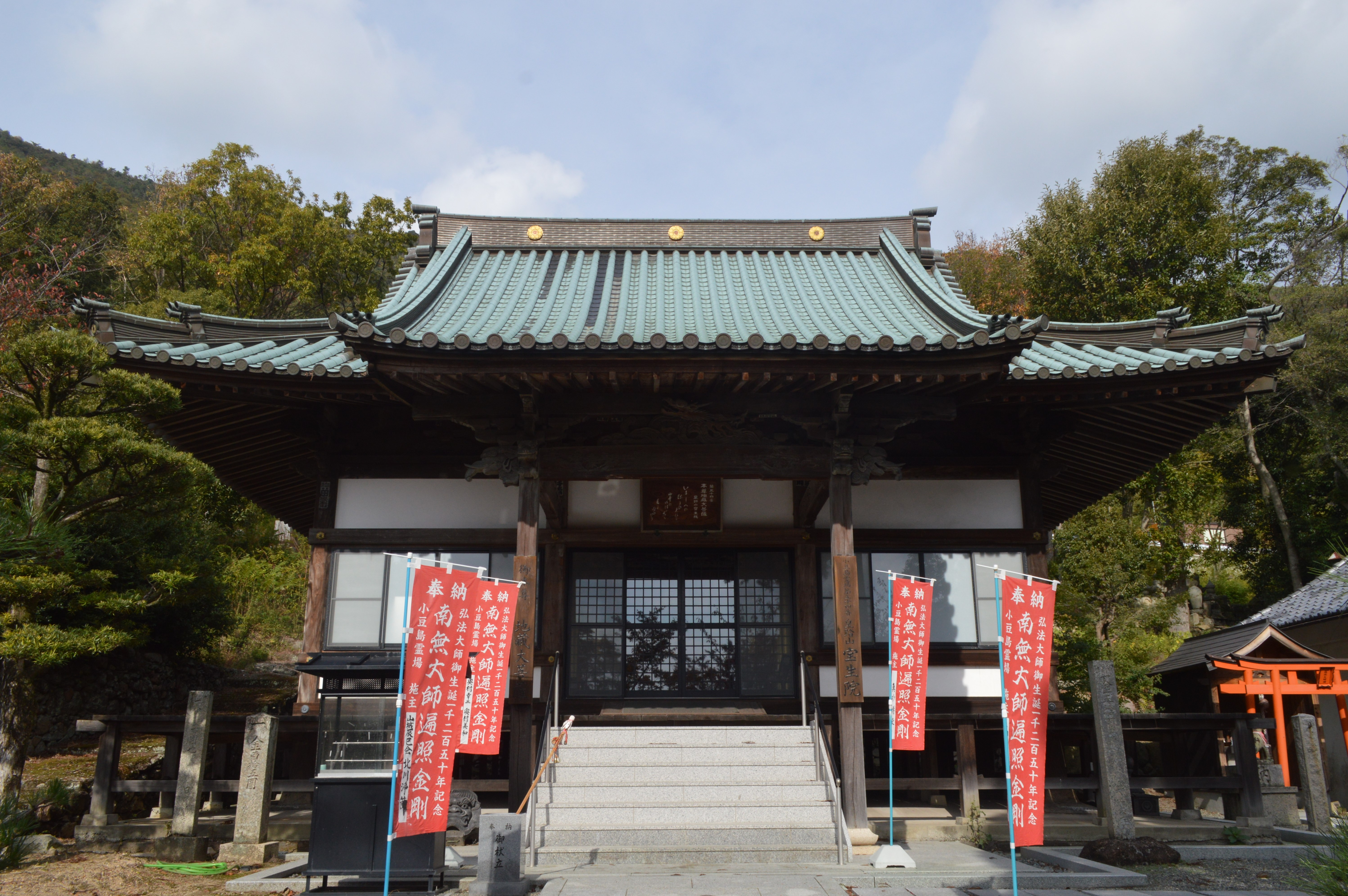
宝生院
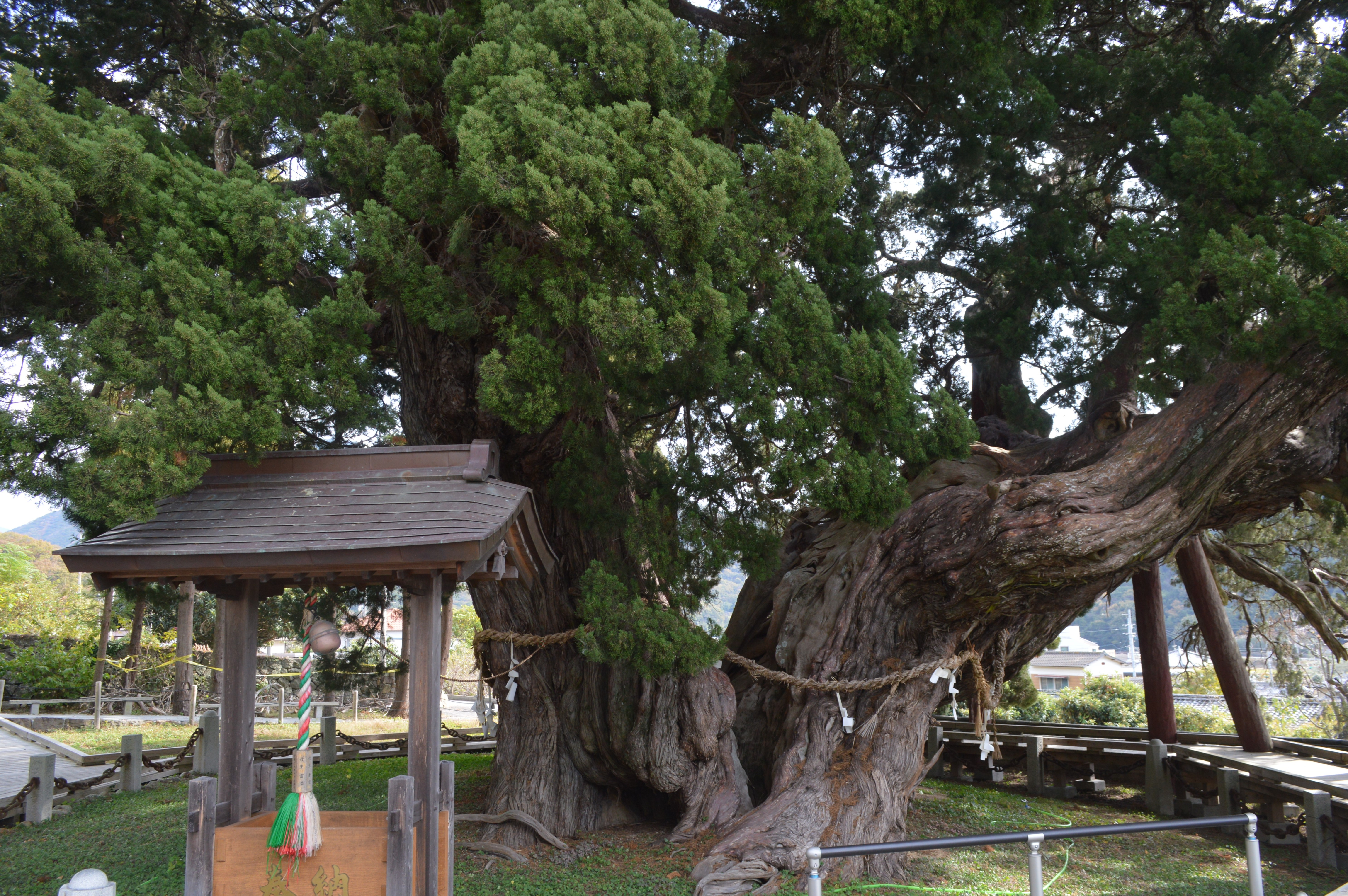
宝生院のシンパク
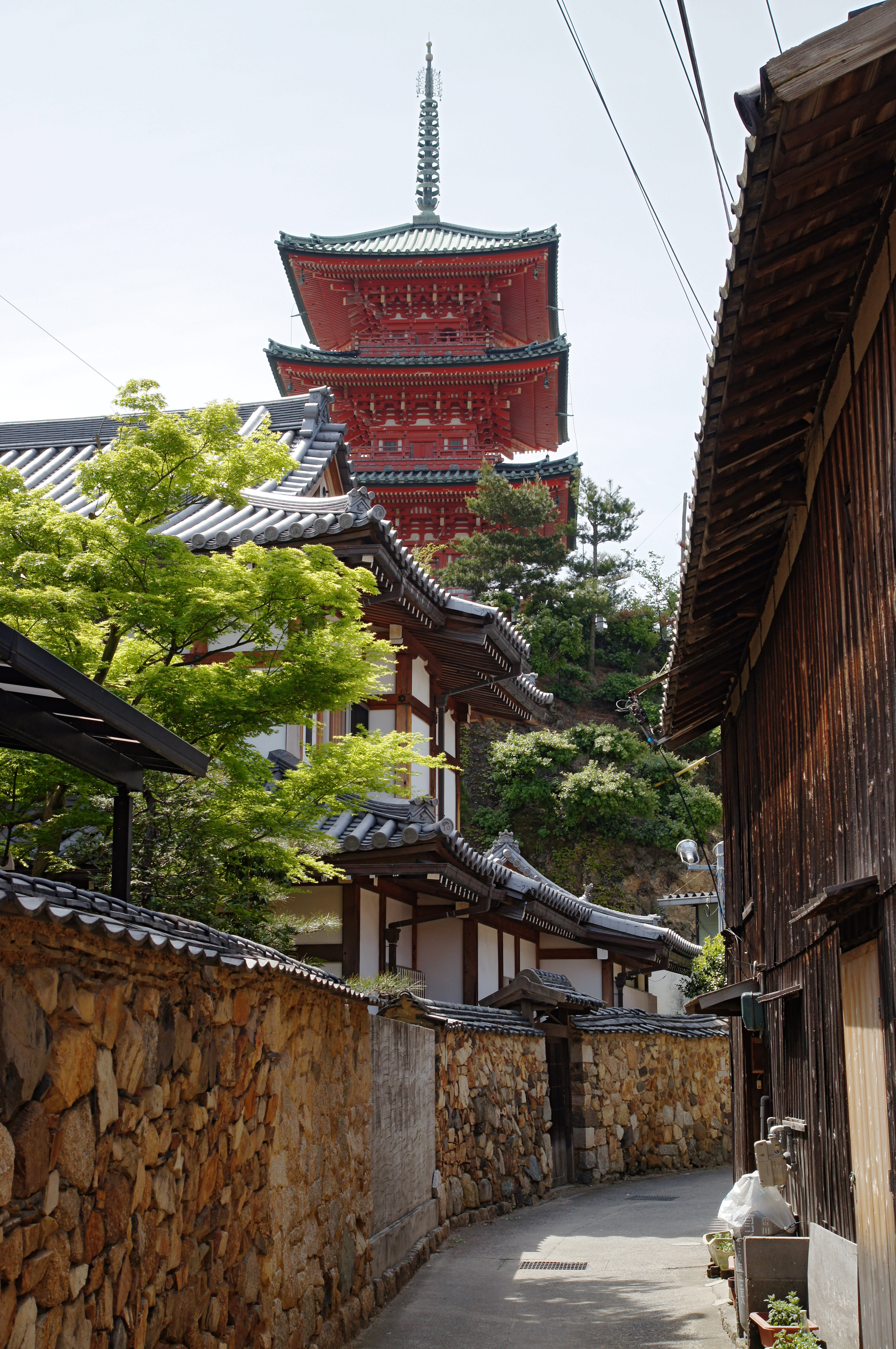
西光寺
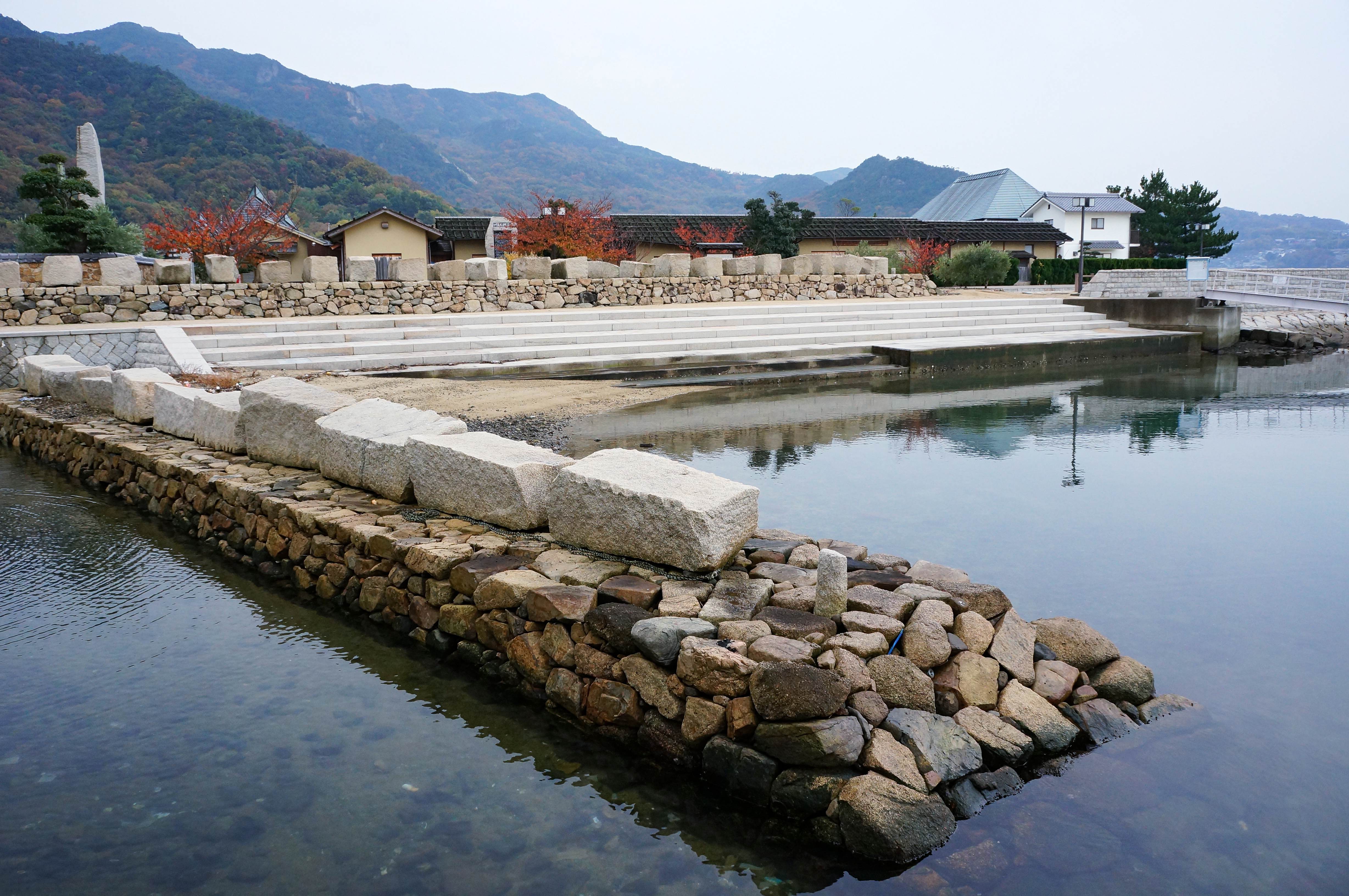
大坂城残石記念公園
- 肥土山の舞台 - 国の重要有形民俗文化財。
- 豊島美術館
- 小豆島温泉

- エンジェルロード
- 宝生院
- 宝生院のシンパク
- 西光寺
- 大坂城残石記念公園

## 祭事・催事
- 瀬戸内海タートルフルマラソン - 毎年11月。
- 小豆島オリーブトライアスロン - 毎年9月中旬。

## 出身人物
- 帖佐寛章 - 陸上競技選手。
- 児玉広志 - 競輪選手。
- 佐竹功年 - 社会人野球選手。トヨタ自動車硬式野球部。
- 山本崇一朗 - 漫画家。
- 三木佑二郎 - 元土庄町長。コンバットマーチ作曲者[17][18][19]。

## 土庄町を舞台とした作品
- アニメ「からかい上手の高木さん」 - 土庄町立土庄中学校や土庄町役場が特別協力。[20]